# John George Bennett
John George Bennett (* 20. Januar 1891 in Dunnington, Indiana, USA; † 20. November 1957) war ein US-amerikanischer Geistlicher und der erste Bischof von Lafayette in Indiana.

## Leben
John George Bennett empfing am 27. Juni 1914 das Sakrament der Priesterweihe für das Bistum Fort Wayne.
Am 11. November 1944 ernannte ihn Papst Pius XII. zum ersten Bischof von Lafayette in Indiana. Der Bischof von Fort Wayne, John Francis Noll, spendete ihm am 10. Januar 1945 die Bischofsweihe; Mitkonsekratoren waren der Weihbischof im US-amerikanischen Militärordinariat, John Francis O’Hara CSC, und der Bischof von Owensboro, Francis Ridgley Cotton.